# Cyclanorbis
Cyclanorbis är ett släkte av sköldpaddor som ingår i familjen lädersköldpaddor.
Arter enligt Catalogue of Life och The Reptile Databas:
- Cyclanorbis elegans
- Cyclanorbis senegalensis